# Alois Meichsner von Meichsenau
Alois Meichsner von Meichsenau (Monza, 9 giugno 1847 – Zara, 29 aprile 1916) è stato un ingegnere e architetto croato di origini tedesche.
Trascorse la maggior parte della sua vita professionale a Sebenico e lavorò allo sviluppo urbano della città e alle infrastrutture che collegano la Dalmazia e l'interno della Croazia. Il suo lavoro di ingegneria più significativo è la progettazione e la costruzione di una centrale idroelettrica a corrente alternata sul fiume Krka, dotata del primo sistema di alimentazione a corrente alternata completo al mondo che includeva la produzione nella centrale, la trasmissione tramite linea di trasmissione e il consumo attraverso l'illuminazione cittadina a Sebenico. L'impianto divenne operativo il 28 agosto 1895.

## Biografia
Nacque il 9 giugno 1847 a Monza vicino a Milano (allora Regno Lombardo-Veneto nell'Impero austriaco) da Carl Meichsner von Meichsenau, alto funzionario dell'Impero austriaco, e da Maria Ehrenthaler.
Ha frequentato le scuole elementari a Verona, si è diplomato al Ginnasio-Liceale di Santa Caterina di Venezia e ha quindi studiato all'Università di Innsbruck.
Come giovane ingegnere nel 1869 ottenne il suo primo lavoro nella direzione del settore fiumano della costruzione della Ferrovia Fiume-Zagabria. Visse a Fiume, dove sposò Matilda Lipovčić, con la quale ebbe il figlio Eugen nel 1872. Dopo la morte prematura della moglie nel 1875 e attratto dai progetti pianificati delle Ferrovie dello Stato nella Dalmazia centrale, lasciò Fiume e si trasferì a Sebenico. Si inserisce nella vita sociale e pubblica della città divenendo consigliere comunale e Geometra di Città (cioè capo architetto della città).
Nel 1883 sposò Amalija Bane di Sebenico, dalla quale ebbe altri tre figli: Hektor nel 1884, Emma nel 1887 e Olga nel 1889. Ha collaborato per molti anni con il Sindaco di Sebenico Ante Šupuk all'implementazione di molti progetti di pubblica utilità e ad altri progetti per lo sviluppo di Sebenico. Nel 1881 iniziò a indagare la possibilità di installare l'illuminazione elettrica a Sebenico costruendo una centrale elettrica a Skradinski Buk sul fiume Krka. Nel 1893 iniziò a preparare il progetto e la costruzione iniziò nel 1894. Ha completato la costruzione e l'elettrificazione di Sebenico il 28 agosto 1895. Dal 1895 al 1897 gestì gli affari della società mista per la produzione e distribuzione di energia elettrica, che aveva fondato con Ante Šupuk.
Nel 1907, ritiratosi dalla vita pubblica, si trasferì a Zara nella sua nuova villa a Brodarice. Nel 1910 morì sua moglie Amalija.
Morì a Zara il 29 aprile 1916 e fu sepolto nella tomba di famiglia presso il Cimitero di Sant'Anna a Sebenico.
| Controllo di autorità | CONOR.SI (SL) 47292003 |